# Bryndís Lára Hrafnkelsdóttir
Bryndís Lára Hrafnkelsdóttir (* 11. Januar 1991) ist eine isländische Fußballtorhüterin, die 2019 einmal für die isländische Fußballnationalmannschaft der Frauen spielte.

## Karriere

### Vereine
Bryndís Lára stand 2006 mit 15 Jahren für die Spielgemeinschaft KFR/Ægir in elf Spielen der zweiten isländischen Liga der Frauen im Tor. Am Ende der Saison belegte die Spielgemeinschaft den vorletzten Platz und war in der nächsten Saison nicht mehr in der Liga vertreten. Fünf Jahre später bestritt sie – nachdem sie bei Valur Reykjavík nicht zum Einsatz gekommen war – sechs Erstligaspiele für Rekordmeister Breiðablik Kópavogur und wechselte danach zu ÍBV Vestmannaeyjar. Dort kam sie fünf Spielzeiten hintereinander immer auf die maximal mögliche Zahl von Einsätzen. 2017 wechselte sie zu Þór/KA und gewann mit dem Verein die Meisterschaft. Nach vier Spielen in der Saison 2018 kehrte sie zurück zu ÍBV, wo sie siebenmal eingesetzt wurde. Danach spielte sie wieder für Þór/KA und wechselte zur Saison 2020 zu Valur Reykjavík, wurde aber nicht eingesetzt.

### Nationalmannschaften
Bryndís Lára wurde am 29. September 2008 im letzten Qualifikationsspiel der ersten Runde für die U-19-Fußball-Europameisterschaft der Frauen 2009 eingesetzt und kassierte dabei fünf Tore. Da ihre Mitspielerinnen die ersten beiden Gruppenspiele gewonnen hatten, waren sie schon für die zweite Runde qualifiziert. Im August 2012 stand sie dann 66 Minuten bei einem Spiel der U-23-Mannschaft gegen Schottland im Tor. Schottland war dann auch Gegner bei ihrem bisher einzigen Länderspiel für die A-Nationalmannschaft am 21. Januar 2019. Allerdings stand sie da nur 16 Minuten im Tor und kassierte in der Nachspielzeit den 1:2-Anschlusstreffer. Sie wurde zwar auch für den Algarve-Cup 2019 nominiert, aber nicht eingesetzt.

## Erfolge
- Isländische Meisterin: 2009, 2010 (mit Valur ohne Einsatz), 2017 (mit Þór/KA)
- Isländische Pokalsiegerin: 2010 (mit Valur ohne Einsatz)
- Isländische Superpokalsiegerin: 2010, 2011 (mit Valur ohne Einsatz), 2018 (mit Þór/KA)